# 三指敬礼 (塞尔维亚)

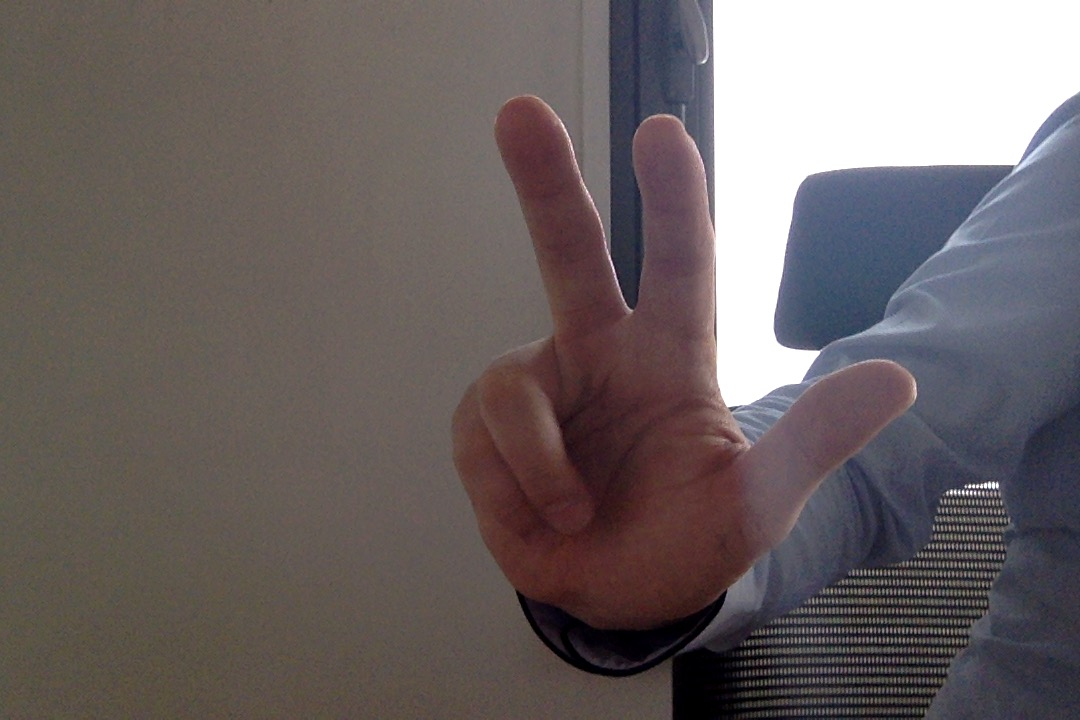
三指敬礼

三指敬礼（塞尔维亚语：поздрав са три прста）是一种伸出拇指、食食指以及中指的敬礼手势。三指原意为三位一體，在宣誓时使用，是塞爾維亞正教會的象征，今日，三指敬礼是塞爾維亞族表达民族身份，彰显民族归属感的标志性手势。